# Sokotraglasögonfågel
Sokotraglasögonfågel (Zosterops socotranus) är en nyligen urskild fågelart i familjen glasögonfåglar inom ordningen tättingar.

## Utbredning och systematik
Sokotraglasögonfågeln förekommer på ön Sokotra samt i norra Somalia. Den behandlades tidigare som en del av abessinglasögonfågel (Zosterops abyssinicus). DNA-studier visar dock att den utgör en gammal och distinkt utvecklingslinje som inte står närmast abyssinicus.

## Status
Internationella naturvårdsunionen IUCN har ännu inte bedömt dess hotstatus.